# Bab Tiouka
Bab Tiouka (àrab باب تيوكا) és una comuna rural de la província de Sidi Kacem de la regió de Rabat-Salé-Kenitra. Segons el cens de 2014 tenia una població total de 7.697 persones.